# Mohammad Dżawad Rasechi
Mohammad Dżawad Rasechi (pers.  محمد جواد راسخی; ur. 6 maja 1979) – irański zapaśnik w stylu wolnym. Brązowy medalista mistrzostw Azji w 2000. Złoty medal igrzysk Azji zachodniej w 1997. Mistrz Azji juniorów z 1998, wicemistrz świata juniorów z 1999 roku.